# Hoàng Nguyên, Tây Ninh (Thanh Hải)
Hoàng Nguyên (tiếng Trung: 湟源县; bính âm: Huángyuán xiàn) là một huyện thuộc địa cấp thị Tây Ninh, tỉnh Thanh Hải, Trung Quốc

## Địa lý
Huyện Hoàng Nguyên có diện tích 1.545,48 km², dân số năm 2010 là 136.632 người.

## Hành chính
Huyện Hoàng Nguyên được chia thành 2 trấn: Thành Quan (城关镇), Đại Hoa (大华镇) và 7 hương: Đông Giáp (东峡乡), Nhật Nguyệt (日月乡), Hòa Bình (和平乡), Ba Hàng (波航乡), Thân Trung (申中乡), Ba Yên (巴燕乡), Tự Trại (寺寨乡).